# ジェイムズ・ハミルトン (初代アラン伯爵)

アラン伯ジェイムズ・ハミルトンの紋章

初代アラン伯爵ジェイムズ・ハミルトン（英語: James Hamilton, 1st Earl of Arran、1477年? - 1529年）は、スコットランドの貴族。

## 経歴
1475年から1477年頃、初代ハミルトン卿ジェイムズ・ハミルトンとその妻メアリー（スコットランド王ジェイムズ2世の娘）の息子として生まれる。
1479年11月6日に父からハミルトン卿の爵位を継承した。1502年にはデンマークによるスウェーデンの海上遠征に従軍。1503年にはスコットランド枢密顧問官 (PC) に列した。
母の最初の夫がアラン伯爵トマス・ボイドだったという関係から、1503年8月11日にスコットランド貴族爵位アラン伯爵に叙された。
ジェイムズ4世敗死後、幼王ジェイムズ5世が即位し、王母マーガレット・テューダーが摂政となった。そして彼や第3代ヒューム卿アレグザンダー・ヒュームらが摂政補佐役に就任した。ヒューム卿が親イングランド派だったのに対し、ハミルトンは親仏派だったので2人は不仲だった。
1513年にはイングランドと戦うためのスコットランドの艦隊の司令官となるが、実際に戦闘になることはなかった。
1514年にマーガレットが親イングランド派の第6代アンガス伯爵アーチボルド・ダグラスと再婚すると、それを批判して彼女を摂政から追い、代わってフランス在住の親仏派第2代オールバニ公ジョン・ステュワートを摂政に迎えた。さらに1516年にはヒューム卿を大逆罪で死刑に追いやることにも成功した。
しかしオールバニ公はあまりに親仏すぎたのでスコットランド政府内でも孤立し、1524年にはスコットランドを去った。これを機にアラン伯も親イングランド派に転じて王母マーガレットに接近した。1526年にはリンリスゴー橋の戦いの指揮を任された。その後も王のために何度か第3代レノックス伯爵ジョン・ステュワートと戦った。
1525年にはマーガレットの夫アンガス伯がイングランド王ヘンリー8世と結んでジェイムズ5世をフォークランド離宮に軟禁したが、1528年にはジェイムズ5世が軟禁から脱出して親政を開始した。アンガス伯はイングランドへ国外逃亡し、スコットランド議会ではアンガス伯一族の処刑と所領没収が決議された。アンガス伯爵の所領ボスウェルはアラン伯が受けることになった。
この直後の1529年に死去した。
息子である第2代アラン伯爵ジェイムズ・ハミルトンはメアリー女王の摂政を務めた。